# George Tintor
George H. Tintor (* 6. Mai 1957 in Toronto; † 30. Mai 2021 in Mississauga) war ein kanadischer Ruderer.

## Biografie
George Tintor wurde 1957 als Sohn serbischer Einwanderer in Toronto geboren. Er schloss ein Bachelorstudium im Finanzwesen an der University of Pennsylvania ab und absolvierte seinen Master of Business Administration an der Columbia University in New York City. Während seiner Zeit in Pennsylvania gehörte Tintor dem Ruderteam der Universität an. Er nahm erfolgreich an Tryouts der kanadischen Herren-Rudermannschaft für die Olympischen Spiele 1976 teil und belegte in Montreal mit der kanadischen Crew den achten Platz in der Achter-Regatta. Bis zum Olympiaboykott 1980 war er Teil der kanadischen Nationalmannschaft und beendete danach seine Ruderkarriere. Danach startete Tintor eine erfolgreiche Karriere im Investmentbereich, zunächst in New York und später in London und Zürich, wo seine drei Töchter Diana, Marina und Anushka aufwuchsen.
Bis zu seinem Tod 2021 war er Mitglied im Argonaut Rowing Club.